# Sweetser (Indiana)
Sweetser est une municipalité située dans le comté de Grant, dans l’État de l'Indiana, aux États-Unis. Lors du recensement de 2020, elle comptait 1 075 habitants.